# Doddavadagere, Dod Ballapur
Doddavadagere là một làng thuộc tehsil Dod Ballapur, huyện Bangalore Rural, bang Karnataka, Ấn Độ.